# ديريك تشيسورا
ديريك تشيسورا (بالإنجليزية: Dereck Chisora)‏ مواليد 29 ديسمبر 1983 في هراري، زيمبابوي، هو ملاكم محترف بريطاني يصنف ضمن فئة الوزن الثقيل.

## إحصائيات
خاض خلال مسيرته 49 نزالا، فاز في 36 وخسر في 13. فاز بالضربة القاضية في 23 نزالا.

## وصلات خارجية
- ديريك تشيسورا على موقع بوكس ريك (الإنجليزية) (registration required)

- الموقع الرسمي